# Зилинский, Иван Михайлович
Ива́н Миха́йлович Зилинский (укр. Іван Михайлович Зілинський; настоящая фамилия — Кобаса; 22 мая 1879 года, Красна — 23 апреля 1952 года, Прага) — украинский диалектолог и фонетист. Профессор восточной славистики и украинского языка в Краковском университете (1931). Действительный член научного общества имени Шевченко (1917) и Комиссии по диалектологии ВУАН (1927). Член Комиссии по изучению украинско-польских отношений при Украинском научном институте в Варшаве (1934). Во время Второй мировой войны (1939-40) — ответственный за культурно-просветительскую работу Украинского центрального комитета, в 1940-41 годах — главный редактор, в 1941-44 директор «Украинского издательства» в Кракове. С 1944 года — профессор славянской филологии в Карловом университете в Праге (Чехия). Исследовал говоры лемков, замешанцев и бойков, собрал ценные материалы для лингвистического атласа Галиции, которые позже были отредактированы Ю. Дзендзелевским и М.Карасем и напечатаны как «Статьи по украинской и польской диалектологии» (1975). Автор ряда брошюр по классификации украинских диалектов, карты украинских диалектов, научной работы «Фонетическое описание украинского языка» (1932).

## Биография
Родился в с. Красна в Галиции (ныне село располагается на территории Польши). Первоначальное образование получил в Перемышльской гимназии. В 1900-02 годах обучался во Львовском, а в 1903-07 годах в Венском университете, который окончил, получив учёную степень доктора философии. Уже на втором курсе подготовил реферат «Общее состояние украинской диалектологии», в котором большое внимание уделил лемковскому говору родного села.
В 1911 году побывал на Восточной Украине, исследуя украинский язык. На основе собранных материалов написал труд «Попытка упорядочения украинских диалектов» (1914).
В 1913-14 годах работал преподавателем украинского, немецкого и латинского языков в Бережанской и Станиславской гимназиях, с 1921 по 1926 — во Львовской гимназии, а также читал лекции в Львовском тайном украинском университете (1921-25) и Краковском университете (1926-39), в котором работал на должности ассистент-профессора, впоследствии «чрезвычайного профессора русских языков». С большой активностью продолжал работу по исследованию лемковских говоров. В 1927 году опубликовал научную работу «Носовые звуки в говоре села Красна Короснянского повята. Филологические работы». В 1933 году опубликовал «Карту украинских диалектов», что стало весомым вкладом в украинскую диалектологию. Особенно энергично Зилинский выступил против гипотезы отдельных польских исследователей, которые утверждали, что основой лемковских, бойковских и даже гуцульских говоров якобы был польский язык.
В апреле 1931 года принял участие в экспедиции на Западную Лемковщину (с. Яворок), в результате которой написал научное исследование «Лемковский говор села Яворок» (1934). Немало внимания уделял попыткам установления границ между отдельными говорами карпатской группы, главным образом лемковскими и бойковскими. Его труды по этому вопросу: «Вопрос о лемковско-бойковской языковой границе» (1934), «Границы бойковского диалекта» (1938), «Язык закарпатских украинцев» (1939). В 1941 году вышла в свет его книга «Украинская орфография».
Умер в Праге.

## Основные работы
- «Попытка упорядочения украинских диалектов» (1913).
- «К вопросу о диалектологической классификации украинских диалектов» (1924).
- «Носовые звуки в говоре села Красна Короснянского повята. Филологические работы» (1927)
- «Фонетическое описание украинского языка» (1932, на польском языке).
- «Карта украинских диалектов» (1933).
- «Лемковский говор села Яворок» (1934)
- «Вопрос о лемковско-бойковской языковой границе» (1934)
- «Границы бойковского диалекта» (1938)
- «Язык закарпатских украинцев» (1939)
- «Украинская орфография» (1941)